# Область H II

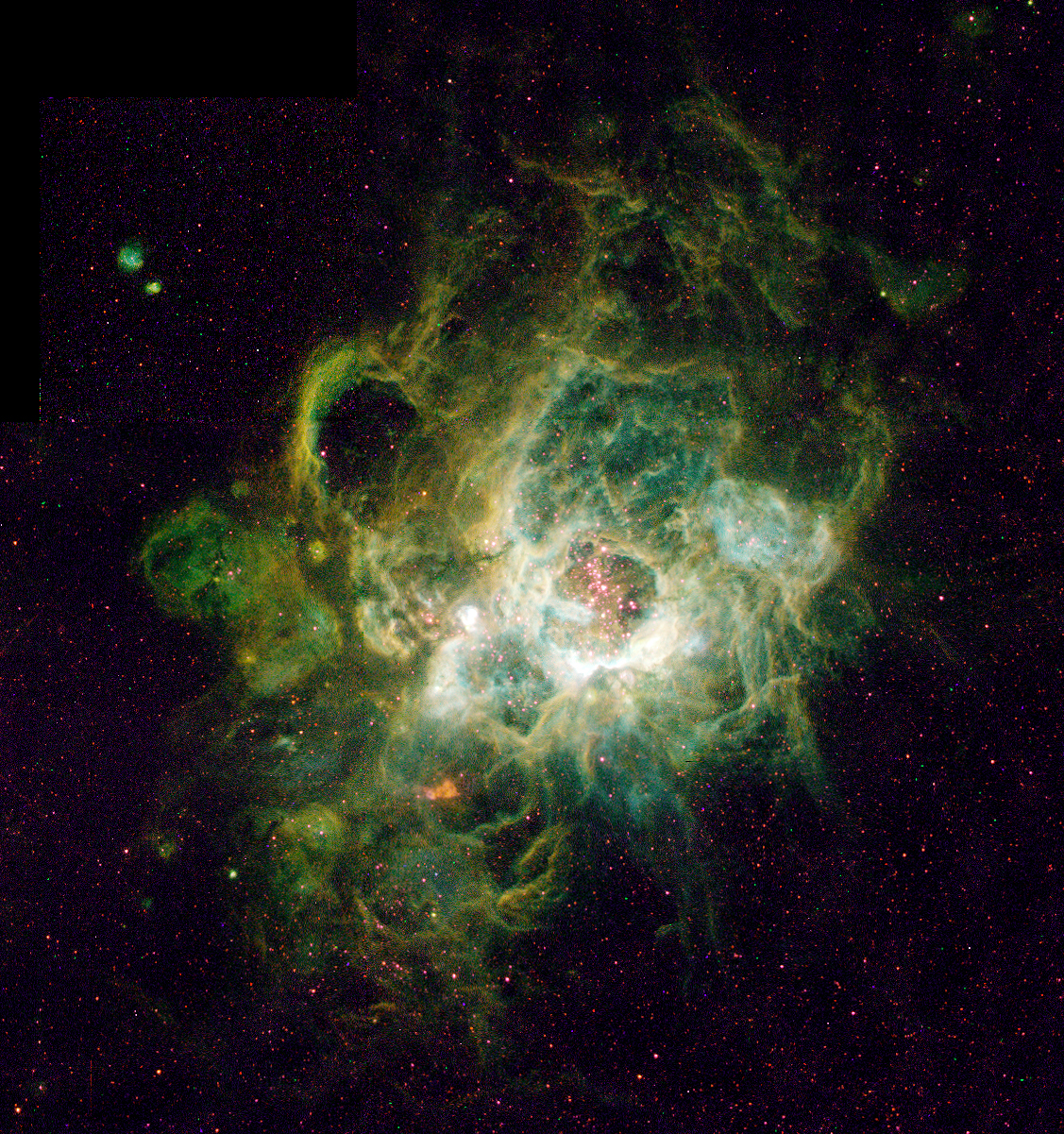
NGC 604, гигантская область H II в Галактике Треугольника.

Область (зона) H II, или область ионизированного водорода (разновидность эмиссионной туманности) — это облако горячей плазмы, достигающее нескольких сотен световых лет в поперечнике, являющееся областью активного звездообразования. В этой области рождаются молодые горячие голубовато-белые звёзды, которые обильно излучают ультрафиолетовый свет, тем самым ионизируя окружающую туманность.
Области H II могут рождать тысячи звёзд за период всего в несколько миллионов лет. В конце концов, взрывы сверхновых и мощный звёздный ветер, исходящий от наиболее массивных звёзд в образовавшемся звёздном скоплении, рассеивают газы этой области, и она превращается в группу наподобие Плеяд.
Эти области получили своё название из-за большого количества ионизированного атомарного водорода (т.е. просто смесь протонов и электронов), обозначаемого астрономами как H II (область H I — зона нейтрального водорода, а H2 обозначает молекулярный водород). Их можно заметить на значительных расстояниях по всей Вселенной, и изучение таких областей, находящихся в других галактиках, важно для определения расстояния до последних, а также их химического состава.

## История наблюдений

Активная область звездообразования — туманность Киля

Несколько наиболее ярких областей H II видимы невооружённым глазом. Но, по-видимому, ни одна из них не была описана до изобретения телескопа (в начале XVII века): две самые яркие из них — туманность Ориона и Тарантул — поначалу приняли за звёзды, обозначив первую как θ Ориона, а вторую как 30 Золотой Рыбы. Позже Галилей описал звёздное скопление Трапеция, находящееся внутри туманности Ориона, но не заметил саму туманность — её первооткрывателем (в 1610 году) считается французский наблюдатель Николас-Клод Фабри де Пейреск. Со времени этих ранних наблюдений в нашей и других галактиках было открыто ещё множество областей H II.
В 1774 году туманность Ориона наблюдал Уильям Гершель, описав её как «бесформенный огненный туман, хаотическую материю будущих солнц». Подтверждаться эта гипотеза начала лишь почти сто лет спустя, в 1864 году, когда Уильям Хаггинс (при содействии своего друга химика Уильяма Миллера, жившего по соседству) исследовал с помощью своего спектроскопа несколько разных туманностей. Некоторые, например Туманность Андромеды, давали спектр такой же, как у звёзд, и оказались галактиками, состоявшими из сотен миллионов отдельных звёзд.
Спектры других туманностей выглядели иначе. Вместо интенсивного непрерывного спектра с наложенными линиями поглощения, туманность Кошачий Глаз (первая исследованная Хаггинсом газовая туманность) и другие похожие объекты имели лишь небольшое количество эмиссионных линий. Аналогичный результат был получен Хаггинсом год спустя и для туманности Ориона. Длина волны наиболее яркой из этих линий составляла 500,7 нм, что не соответствовало ни одному известному химическому элементу. Поначалу было выдвинуто предположение, что эта линия принадлежит новому химическому элементу. Так, похожая идея при изучении спектра Солнца в 1868 году привела к открытию гелия. Новый элемент назвали небулием (от лат. nebula — «туманность»).
Однако, в то время как гелий, вскоре после его открытия в спектре Солнца, был выделен на Земле, небулий получен не был. В 1927 году Генри Норрис Расселл предположил, что длина волны 500,7 нм принадлежит скорее не новому элементу, а уже известному элементу, но находящемуся в неизвестных условиях.
Уже в том же году Айра Спрэг Боуэн показал, что в газе чрезвычайно малой плотности электроны могут заполнить возбуждённый метастабильный энергетический уровень атомов и ионов, который при более высокой плотности теряет это свойство вследствие столкновений. Электронные переходы с одного из таких уровней в дважды ионизированном кислороде и обуславливают линию в 500,7 нм. Эти спектральные линии называются запрещёнными линиями и могут наблюдаться только для газов низкой плотности. Таким образом, было доказано, что туманности состоят из чрезвычайно разреженного газа.
Наблюдения в течение XX века показали, что области H II часто содержат яркие и горячие OB-звёзды. Такие звёзды во много раз массивнее Солнца, но имеют короткий срок жизни, всего несколько миллионов лет (для сравнения, продолжительность жизни звёзд наподобие Солнца — несколько миллиардов лет). Вследствие этого была предложена гипотеза, что области H II являются областями активного звездообразования. За несколько миллионов лет внутри такой области формируется звёздное скопление, а затем лучистое давление образовавшихся горячих молодых звёзд рассеивает туманность. Если оставшееся скопление не будет достаточно массивным и гравитационно связанным, оно может превратиться в так называемую OB-ассоциацию. Примером звёздного скопления, которое «заставило улетучиться» образующую его зону H II и оставить после себя только остатки отражательной туманности, являются Плеяды.

## Жизненный цикл и классификация

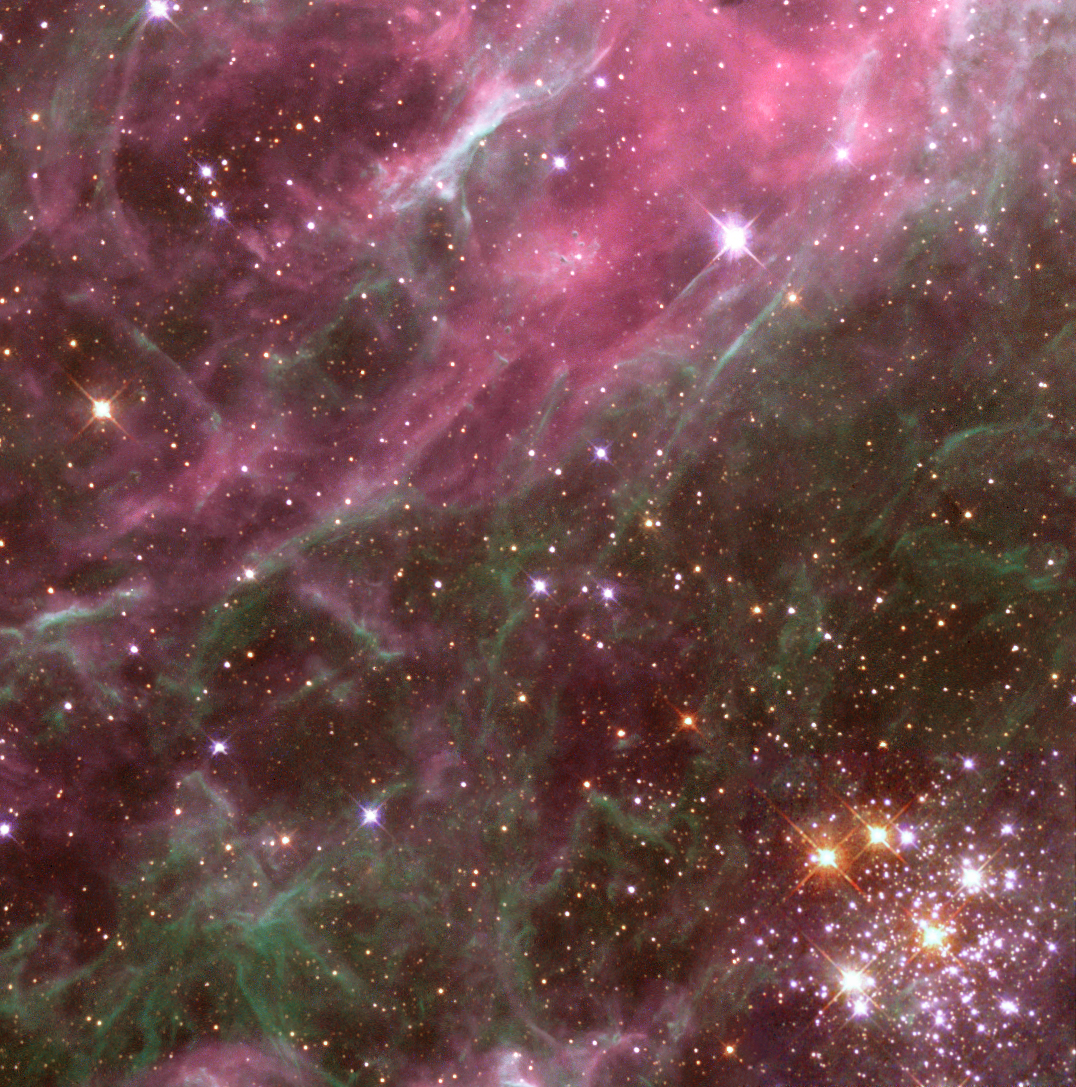
Часть туманности Тарантул, огромной области H II в Большом Магеллановом Облаке.

### Происхождение
Предшественник области H II — гигантское молекулярное облако. Это очень холодное (10—20 ° K) и плотное облако, состоящее, в основном, из молекулярного водорода. Такие объекты могут находиться в стабильном, «замершем» состоянии на протяжении долгого времени, но ударные волны от взрыва сверхновых, «столкновения» облаков и магнитные воздействия могут привести к коллапсу части облака. В свою очередь, это даёт начало процессу образования звёзд в облаке (подробнее см. звёздная эволюция). Дальнейшее развитие области можно подразделить на две фазы: стадию формирования и стадию расширения.
На стадии формирования наиболее массивные звёзды внутри области достигают высоких температур, их жёсткое излучение начинает ионизировать окружающий газ. Высокоэнергетические фотоны распространяются сквозь окружающее вещество со сверхзвуковой скоростью, образуя фронт ионизации. По мере удаления от звезды этот фронт замедляется из-за геометрического ослабления и процессов рекомбинации в ионизированном газе. Через некоторое время его скорость уменьшается до скорости, примерно в два раза большей звуковой. В этот момент объём горячего ионизированного газа достигает радиуса Стрёмгрена и под собственным давлением начинает расширяться.
Расширение порождает сверхзвуковую ударную волну, которая сжимает вещество туманности. Так как скорость фронта ионизации продолжает уменьшаться, в некоторый момент ударная волна его обгоняет; и между двумя фронтами, имеющими сферическую форму, образуется зазор, наполненный нейтральным газом. Так рождается область ионизированного водорода.
Время жизни области H II — порядка нескольких миллионов лет. Световое давление звёзд рано или поздно «выдувает» бо́льшую часть газа туманности. Весь процесс очень «неэффективен»: менее 10 % газа туманности успеют породить звёзды, пока остальной газ не «выветрится». Процессу потери газа способствуют также взрывы сверхновых среди наиболее массивных звёзд, которые начинаются уже через несколько миллионов лет после образования туманности или ещё раньше.

### Морфология
В простейшем случае, отдельно взятая звезда внутри туманности ионизирует почти сферическую область окружающего газа, которая называется сферой Стрёмгрена. Но в реальных условиях взаимодействие ионизированных областей от множества звёзд, а также распространение разогретого газа в окружающее пространство с острым градиентом плотности (например, за границу молекулярного облака) определяют сложную форму туманности. На её очертания оказывают также влияние и взрывы сверхновых. В некоторых случаях формирование большого звёздного скопления внутри зоны H II приводит к «опустошению» её изнутри. Такое явление, наблюдается, например, в случае NGC 604, гигантской области H II в Галактике Треугольника.

## Колыбели звёзд

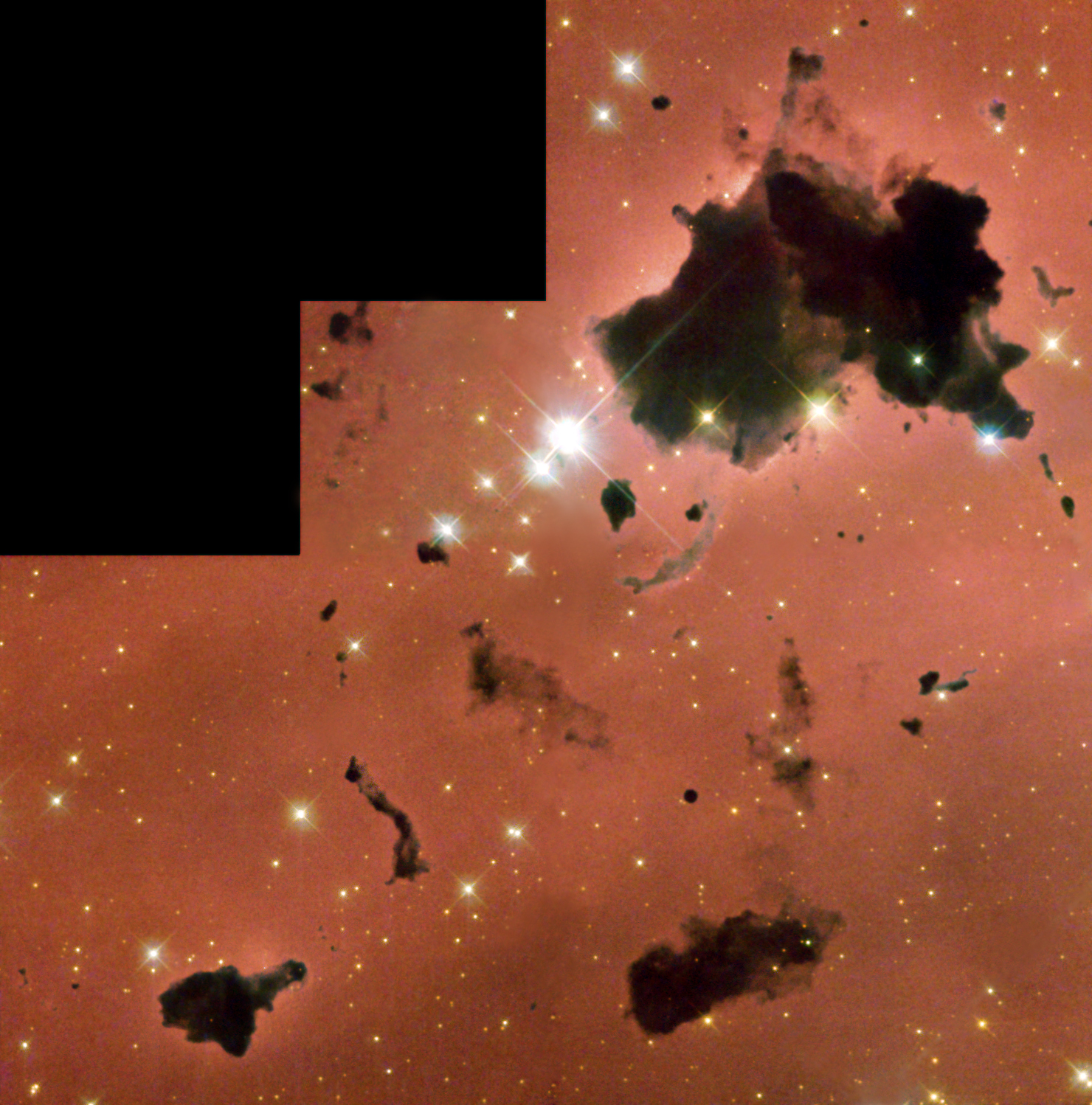
Глобулы Бока в IC 2944, зоне H II.

Рождение звёзд внутри областей H II скрыто от нас толщей облаков газа и пыли, окружающих образующиеся звёзды. Только когда световое давление звезды разреживает этот своеобразный «кокон», звезда становится видимой. До этого плотные области со звёздами внутри выглядят как тёмные силуэты на фоне остальной части ионизированной туманности. Такие образования известны как глобулы Бока, в честь астронома Барта Бока, который в 1940-х годах выдвинул идею, что они могут быть местами рождения звёзд.
Подтверждение гипотезы Бока появилось только в 1990, когда учёные с помощью наблюдений в инфракрасном спектре наконец смогли заглянуть через толщу этих глобул и увидеть внутри молодые звёздные объекты. Сейчас считается, что средняя глобула содержит материю массой около 10 масс Солнца в пространстве около светового года в диаметре, и такие глобулы образуют потом двойные или кратные звёздные системы.

Кроме того, что области H II являются местами звездообразования, есть данные, что они могут содержать и планетные системы. Телескоп «Хаббл» нашёл сотни протопланетных дисков в туманности Ориона. По крайней мере половина молодых звёзд в этой туманности, похоже, окружена диском из газа и пыли, который, как считается, включает даже во много раз больше вещества, чем требуется для образования планетной системы подобной нашей.

## Характеристики

### Физические характеристики
Области H II сильно различаются по физическим параметрам. Их размеры варьируют от так называемых «ультракомпактных» (один световой год или меньше в поперечнике) до гигантских (несколько сотен световых лет). Их размер называется также радиусом Стремгрена, в основном он зависит от интенсивности излучения источника ионизирующих фотонов и плотности области. Плотности туманностей тоже различны: от более чем миллиона частиц на см³ в ультракомпактных — до всего лишь нескольких частиц на см³ в наиболее обширных. Общая масса туманностей, вероятно, составляет от 10² до 105 солнечных масс.
В зависимости от размера области H II, количество звёзд внутри каждой из них может достигать нескольких тысяч. Поэтому структура области сложнее, чем структура планетарных туманностей, у которых есть лишь один источник ионизации, находящийся в центре. Температура областей H II обычно достигает 10 000 K. Граница раздела области ионизованного водорода H II и нейтрального водорода H I обычно очень резкая. Ионизированный газ (плазма) может обладать магнитными полями силой в несколько нанотесла. Магнитные поля образуются из-за перемещения электрических зарядов в плазме, следовательно, в областях H II имеются и электрические токи.
Около 90 % вещества области составляет атомарный водород. Оставшуюся часть составляет, в основном, гелий, а более тяжёлые элементы представлены в незначительных количествах. Замечено, что чем дальше от центра галактики расположена область, тем меньше в её составе доля тяжёлых элементов. Это объясняется тем, что на всём протяжении жизни галактики в её более плотных центральных районах скорость звездообразования была выше, соответственно, быстрее происходило обогащение их продуктами ядерного синтеза.

### Излучение
Зоны ионизованного водорода образуются вокруг ярких O-B5 звезд с мощным потоком излучения в ультрафиолетовом диапазоне. Ультрафиолетовые кванты серии Лаймана и лаймановского континуума ионизуют водород, окружающий звезду. В процессе рекомбинации может излучиться квант субординатной серии или лаймановский квант. В первом случае квант бесперпятственно покинет туманность, а во втором, поглотится вновь. Этот процесс описывается теоремой Росселанда. Таким образом, в спектре зон H II появляются яркие линии субординатных серий, особенно серии Бальмера, а также яркая линия Лайман-альфа, так как Lα-фотоны не могут переработаться в менее энергичные кванты и, в конечном счете, выходят из туманности. Большая интенсивность излучения в линии Hα c длиной волны 6563 Å даёт туманностям их характерный красноватый оттенок.

### Количество и распределение

Галактика Водоворот: красные вкрапления областей H II «очерчивают» спиральные рукава.

Области H II обнаружены только в спиральных (таких как наша) и неправильных галактиках; они никогда не встречались в эллиптических галактиках. В неправильных галактиках их можно обнаружить в любой её части, но в спиральных они почти всегда сосредоточены в пределах спиральных рукавов. Большая спиральная галактика может включать тысячи областей H II.
Считается, что эти области отсутствуют в эллиптических галактиках, потому что эллиптические галактики образуются вследствие столкновения других галактик. В скоплениях галактик такие столкновения очень часты. При этом отдельные звёзды почти никогда не сталкиваются, но большие молекулярные облака и области H II подвержены сильным возмущениям. В этих условиях инициируется сильные вспышки звёздообразования, и это происходит так быстро, что для этого вместо обычных 10 % задействуется почти всё вещество туманностей. Галактики, переживающие такой активный процесс, называются галактиками со вспышками звездообразования (англ. starburst galaxy). После этого в эллиптической галактике остаётся очень мало межзвёздного газа, и области H II больше не могут формироваться. Как показали современные наблюдения, межгалактических областей ионизированного водорода также очень мало. Такие области, скорее всего, являются остатками периодических распадов мелких галактик.

## Примечательные области H II

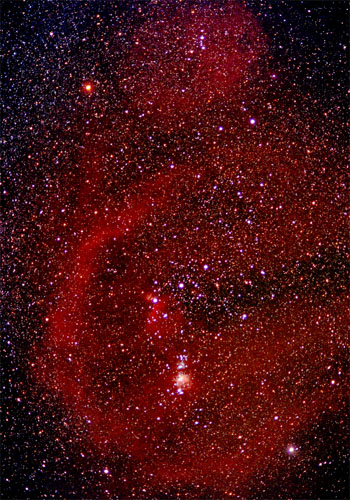
Комплекс Ориона. На снимке можно видеть остовные звёзды этого созвездия. Яркое пятно в центре внизу — M42, а дуга, занимающая бо́льшую часть снимка, — петля Барнарда.

Две области H II можно сравнительно легко увидеть невооружённым глазом: это Трапеция Ориона и Тарантул. Ещё несколько находятся на грани видимости: туманности Лагуна, Северная Америка, Петля Барнарда — но наблюдать их можно лишь в идеальных условиях.
Гигантское молекулярное Облако Ориона — очень сложный комплекс, включающий множество взаимодействующих областей H II и других туманностей. Это ближайшая к Солнцу «классическая» область H II. Облако находится на расстоянии примерно 1500 св. лет от нас, и, если бы было видимым, занимало бы бо́льшую площадь этого созвездия. В его состав входит не раз упоминавшиеся туманность Ориона и Трапеция, Туманность Конская Голова, Петля Барнарда. Причём, последняя является ближайшей к нам областью H II.
Интересную, сложную структуру имеют туманность Эты Киля и Беркли 59 / Комплекс OB4 Цефея[уточнить].
Некоторые области H II обладают огромными размерами даже по галактическим меркам. Примером гигантской области H II является уже упоминавшаяся туманность Тарантул в Большом Магеллановом Облаке. Эта туманность значительно больше туманности в Орионе и является местом рождения тысяч звёзд, некоторые из которых более чем в 100 раз массивнее Солнца. Если бы Тарантул находилась на месте туманности Ориона, она бы светила в небе почти так же ярко, как полная Луна. В окрестностях Тарантула в 1987 году вспыхнула сверхновая SN 1987A.
Ещё одним таким «гигантом» является NGC 604 из галактики Треугольника: она достигает 1300 св. лет в поперечнике, хотя содержит чуть меньшее количество звёзд. Это одна из самых обширных областей H II в Местной группе галактик.

## Современные методы исследования областей H II

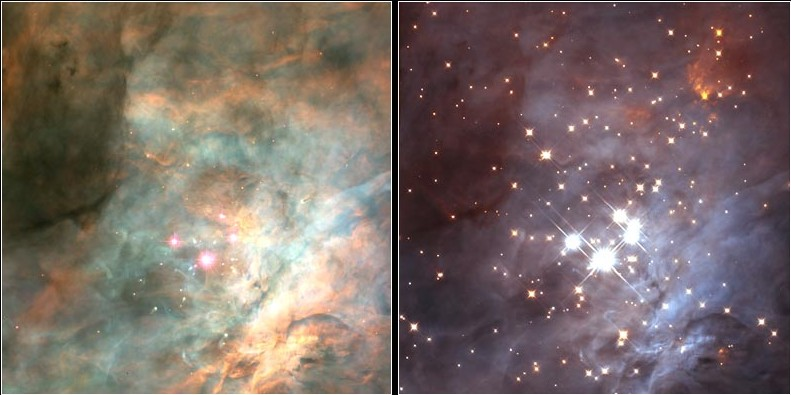
Изображения в видимом свете (слева) показывают пыль и газ туманности Ориона. На изображениях в инфракрасном диапазоне (справа) видны звёзды внутри туманности.

Как и для планетарных туманностей, точное изучение химического состава для областей H II затруднено. Существует два различных способа определения содержания металлов (то есть других элементов помимо водорода и гелия) в туманности, которые основаны на различных типах спектральных линий. Первый метод рассматривает рекомбинационные линии, полученные в результате воссоединения (рекомбинации) ионов с электронами; второй — запрещённые линии, источником которых служит возбуждение ионов ударами электронов (столкновительное возбуждение). По двум этим методам иногда получаются существенно различающиеся цифры. Некоторые астрономы объясняют это наличием малых температурных колебаний внутри исследуемой области; другие говорят, что различия слишком велики, чтобы их можно было объяснить такими колебаниями, и обусловливают наблюдаемый эффект присутствием в туманности облаков, заполненных холодным, разреженным газом с низким содержанием водорода и высоким содержанием тяжёлых элементов.
Кроме того, не до конца изучен процесс формирования массивных звёзд внутри области. Этому препятствуют две проблемы. Во-первых, значительное расстояние от Земли до больших областей H II: ближайшая из них находится более чем в 1000 св. годах от нас, а расстояние до других превосходит эту цифру в несколько раз. Во-вторых, образование этих звёзд скрыто от нас слоями пыли, так что наблюдения в видимом спектре невозможны. Радио и инфракрасные лучи могут преодолеть этот заслон, но самые молодые звёзды могут и не излучать достаточно энергии на этих частотах.

## Комментарии
1. ↑  Есть более близкие к Солнцу области H II, но они сформировались вокруг одиночных звёзд и не являются областями звездообразования.
2. ↑  В англоязычной литературе можно встретить соответствующие аббревиатуры: ORL (optical recombination lines) — рекомбинационные линии в оптическом диапазоне; CEL (collisionally excited lines) — линии, вызванные электронным ударом.